# Церковь Троицы Живоначальной (Крестниково)
Церковь Троицы Живоначальной — утраченная православная церковь в селе Крестниково Цильнинского района Ульяновской области.

## История
Первая деревянная церковь в селе была построена с 1861 по 1865 (освящена в 1869 г.) год. Престолов в нём два: главный (холодный) — во имя Живоначальной Троицы и в приделе (тёплый) — во имя Архистратига Божьего Михаила. Причт состоял из священника и псаломщика. В 1872 году была открыта церковно-приходская школа, а в 1877 году открылась земская школа.
Из-за ветхости деревянной церкви сельчане решили построить новую каменную церковь с тем же престолом — Троицы Живоначальной. Церковь начали строить в 1900 году и закончили в 1910 году. Разрушена в 1952—1953 годах, а из кирпича сделали МТС. На месте разрушенного храма установлен памятный крест.
12 августа 2023 года благочинный Цильнинского округа иерей Владимир Маняков в сослужении иерея Стахия Таллерова совершил Божественную литургию на месте разрушенного Троицкого храма.

## Духовенство
- Протоиерей Михаил Степанович Лепоринский (1913—1923)[4];
- псаломщик Сергей Андреевич Витевский (1913—1918) [5];

## Галерея

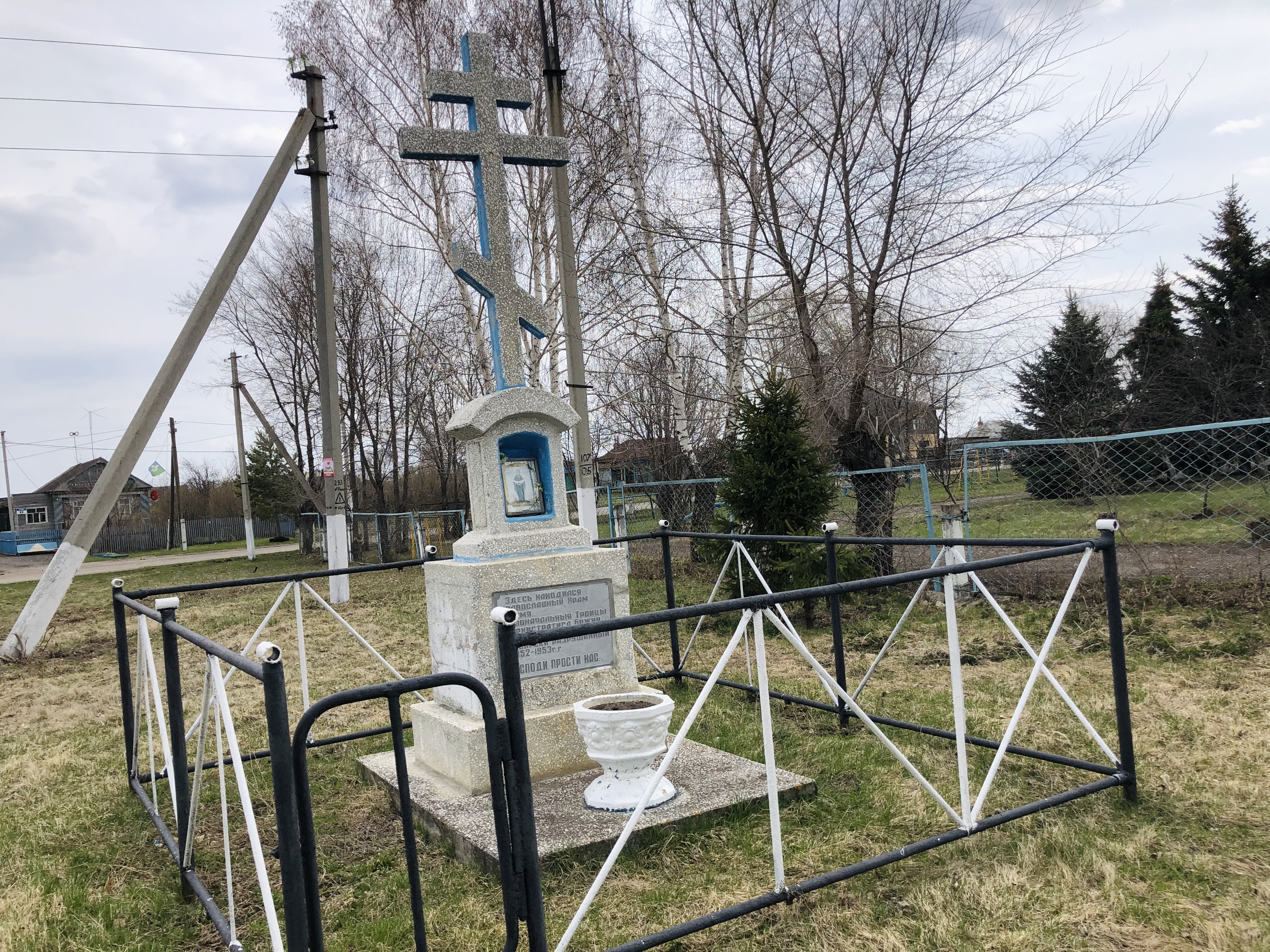
Памятный крест храму Живоначальной Троицы.